# Ga Gyeongbokgung
Ga Gyeongbokgung (Khu phức hợp Chính phủ Seoul) (Tiếng Hàn: 경복궁(정부서울청사)역, Hanja: 景福宮(政府서울廳舍)驛) là ga tàu điện ngầm trên Tàu điện ngầm vùng thủ đô Seoul tuyến 3 ở Jeokseon-dong, Jongno-gu, Seoul. Đây là ga tàu điện ngầm gần Cung điện Gyeongbokgung nhất. Nhà ga cũng gần Khu phức hợp Chính phủ Seoul và các tòa nhà hành chính khác trong khu vực lân cận.

## Lịch sử
Bên trong nhà ga là Bảo tàng Nghệ thuật của Tổng công ty Vận tải Seoul, được bình chọn là công trình xuất sắc vào năm 1985 và nhận được Giải thưởng của Viện Kiến trúc sư Hàn Quốc.
- 13 tháng 9 năm 1983: Tên ga được quyết định là Ga Jungangcheong (中央廳驛)[5]
- 18 tháng 10 năm 1985: Việc kinh doanh bắt đầu với việc khai trương đoạn Dongnimmun ~ Yangjae của Tàu điện ngầm Seoul tuyến 3[6]
- 1 tháng 5 năm 1987: Đổi thành Ga Gyeongbokgung[7][8]
- Tháng 3 năm 2000: Ga Gyeongbokgung đổi thành Ga Gyeongbokgung (Khu phức hợp chính quyền trung ương)
- 3 tháng 1 năm 2013: Ga Gyeongbokgung (Khu phức hợp Chính quyền trung ương) đổi thành Ga Kyungbokgung (Khu phức hợp Chính phủ Seoul)[9]

## Bố cục nhà ga
| Dongnimmun ↑ |
| S/B N/B \|   |
| ↓ Anguk      |

| Hướng Bắc | ●Tuyến 3 | ← Hướng đi Bulgwang · Yeonsinnae · Gupabal · Jichuk · Daehwa |
| Hướng Nam | ●Tuyến 3 | → Hướng đi Jongno 3(sam)-ga · Chungmuro · Oksu · Ogeum →     |

## Xung quanh nhà ga
- Trường trung học thương mại Gyeonggi
- Trường trung học Gyeongbok
- Gyeongbokgung
- Gwanghwamun
- Geunjeongjeon
- Chi nhánh Daiso ga Gyeongbokgung
- Hiệu sách Kyobo Gwanghwamun
- Bảo tàng Cung điện Quốc gia
- Viện nghiên cứu di sản văn hóa Quốc gia
- Bảo tàng Văn hóa Dân gian Quốc gia
- Trường Nông nghiệp Quốc gia Seoul
- Trường Quốc gia dành cho người mù Seoul
- Doryeom-dong
- Dongshipjagak
- Đại sứ quán Hoa Kỳ tại Hàn Quốc
- Đại sứ quán Nhật Bản tại Hàn Quốc
- Đại sứ quán Kuwait tại Hàn Quốc
- Đại sứ quán Nga tại Hàn Quốc
- Trường trung học Nữ sinh Baehwa
- Đại học Nữ sinh Baehwa
- Công viên Sajik
- Trung tâm Dịch vụ Cộng đồng Sajik-dong
- Đại học Sangmyung
- Cơ quan Cảnh sát thủ đô Seoul
- Ga Gwanghwamun: ●Tuyến số 5
- Trung tâm đào tạo giáo viên Seoul
- Sejong-ro
- Nhà thờ Sejongno
- Trung tâm biểu diễn nghệ thuật Sejong
- Yonhap News Agency
- Chợ Tongin
- Yonhap News TV
- Trung tâm Giáo dục Thông tin Chính phủ
- Bảo tàng Lịch sử Hàn Quốc
- Khu phức hợp Chính phủ Seoul
  - Bộ Bình đẳng giới và Gia đình
  - Bộ Ngoại giao
  - Bộ Thống nhất
  - Ủy ban Bảo vệ thông tin cá nhân
  - Ủy ban Tài chính
- Thư viện Jongno
- Trung tâm Y tế Công cộng Jongno-gu
- Trung tâm Văn hóa và Thể thao Jongno
- Đại sứ quán Vatican tại Hàn Quốc
- Cheongwadae
- Trung tâm phúc lợi hành chính Cheongunhyoja-dong
- Bưu điện Tongui-dong
- Trung tâm Năng suất Hàn Quốc

## Hình ảnh

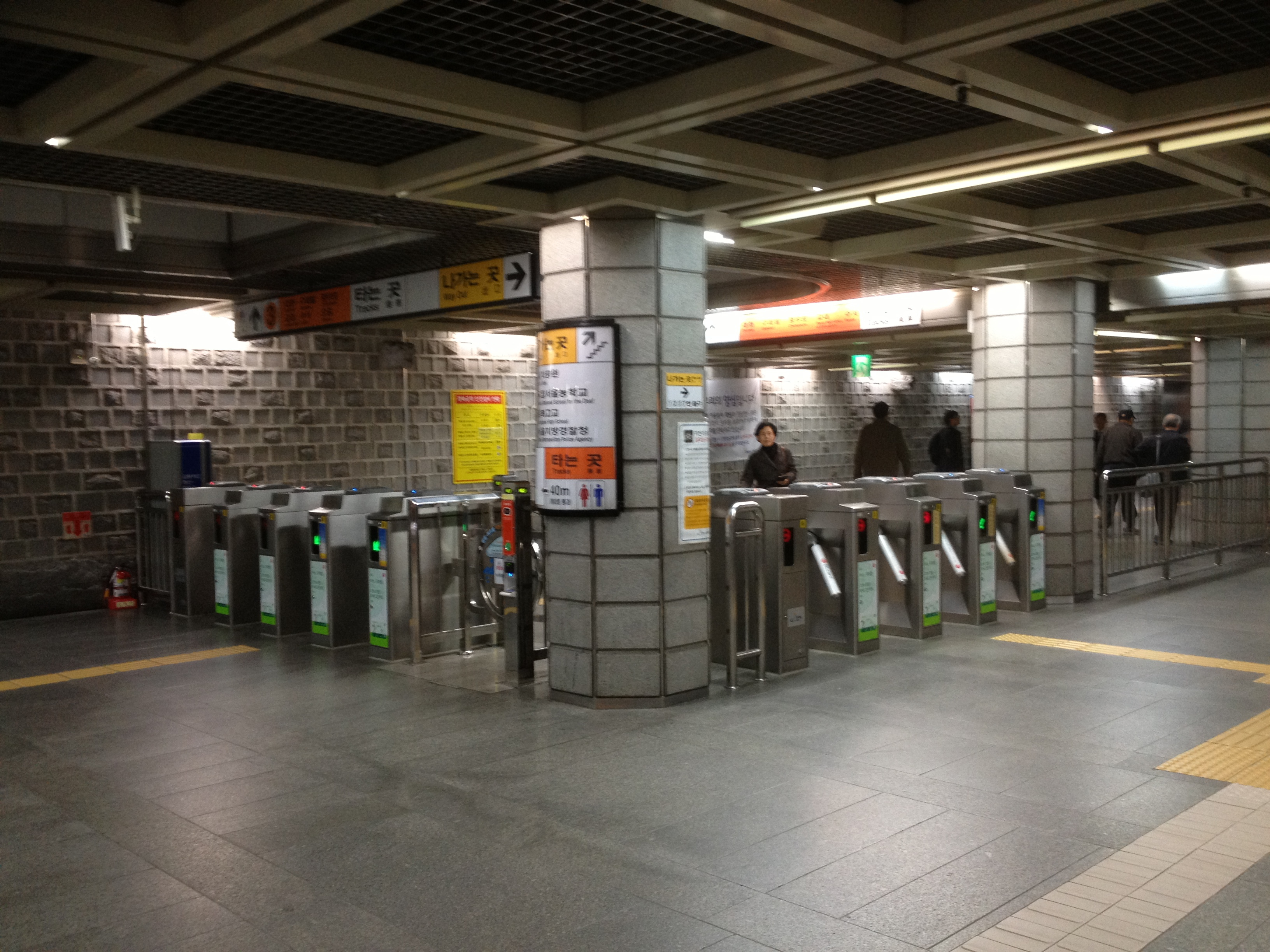
Cửa soát vé
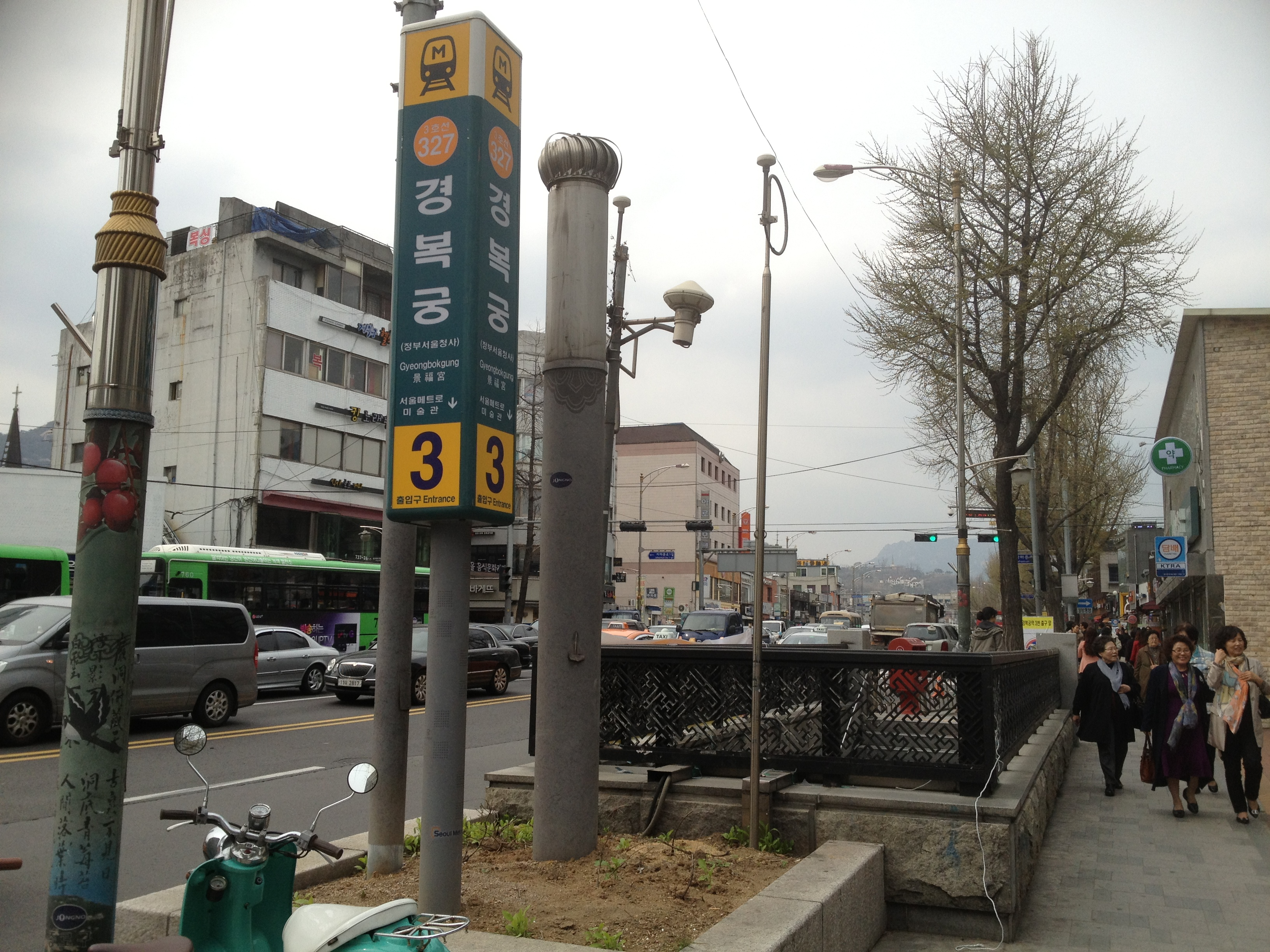
Lối vào số 3
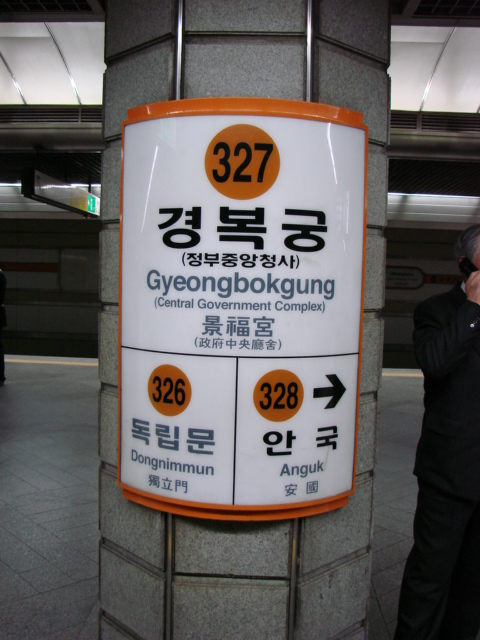
Bảng tên ga (Trước khi thay đổi tên phụ)
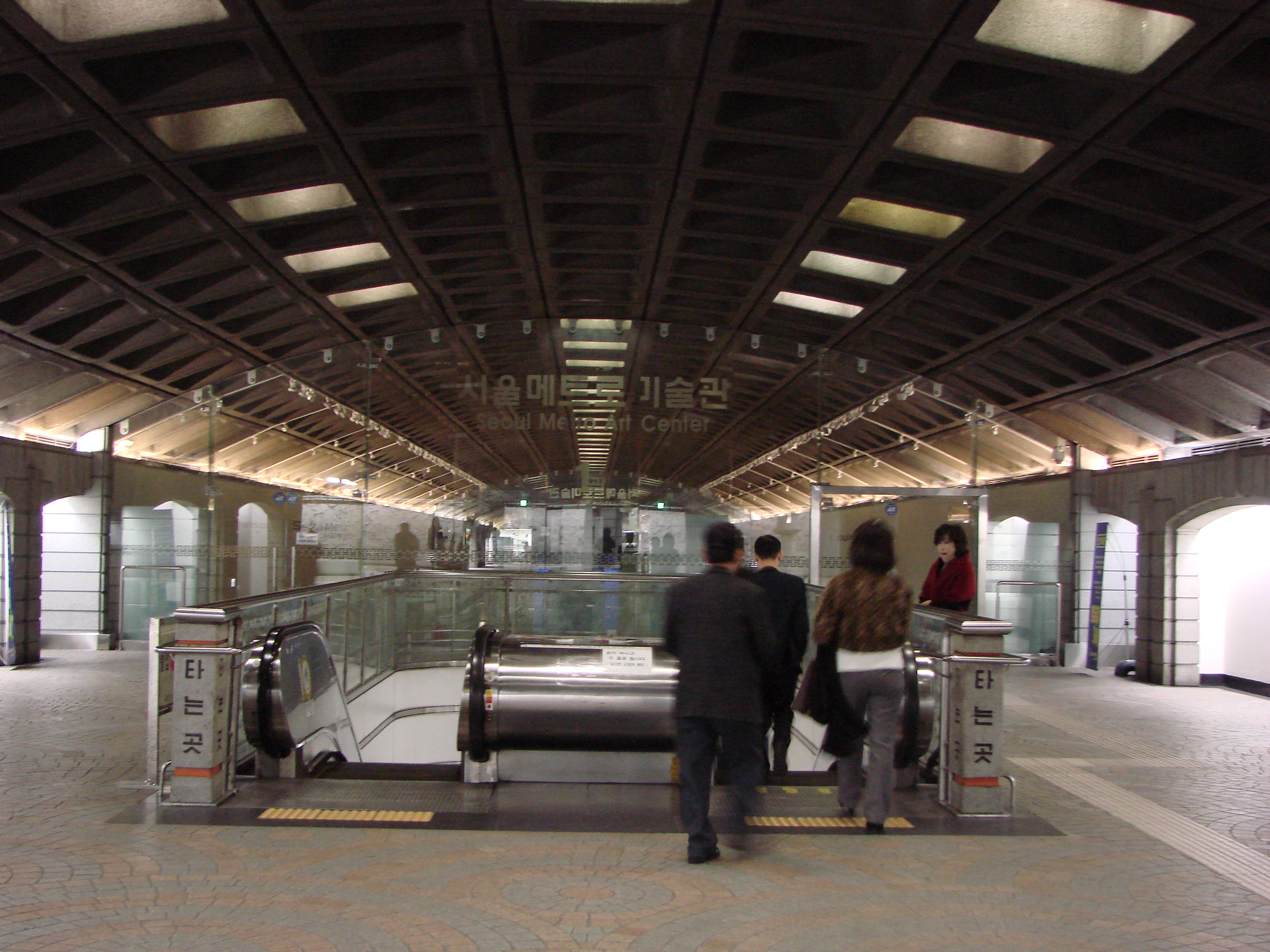
Trước bảo tàng nghệ thuật